# Atletismo nos Jogos Mundiais Militares de 2011 - Salto com vara masculino
A competição do salto com vara masculino nos Jogos Mundiais Militares de 2011 aconteceu no dia 23 de julho no Estádio Olímpico João Havelange.

## Medalhistas[1]
| Ouro   | POL Pawel Wojciechowski  |
| Prata  | POL Lukasz Michalski     |
| Bronze | BRA Fábio Gomes da Silva |

## Final[1]
| Pos.              | Atleta               | País           | Tempo | Notas |
| ----------------- | -------------------- | -------------- | ----- | ----- |
| Medalha de ouro   | Pawel Wojciechowski  | Polónia        | 5.81  | CR    |
| Medalha de prata  | Lukasz Michalski     | Polónia        | 5.65  |       |
| Medalha de bronze | Fábio Gomes da Silva | Brasil         | 5.60  |       |
| 4                 | Sergio D'orio        | Itália         | 5.20  |       |
| 5                 | Giorgio Piantella    | Itália         | 5.20  |       |
| 6                 | Nicholas Frawley     | Estados Unidos | 5.10  |       |
| 7                 | Denis Goossens       | Bélgica        | 5.00  |       |
| 8                 | Yuniei Rong          | China          | 5.00  |       |
| 9                 | Cheaouri Mouhcine    | Marrocos       | 4.80  |       |
|                   | Oliver Frey          | Suíça          | NM    |       |
|                   | Patrick Schuetz      | Suíça          | DNS   |       |